# Talmberg

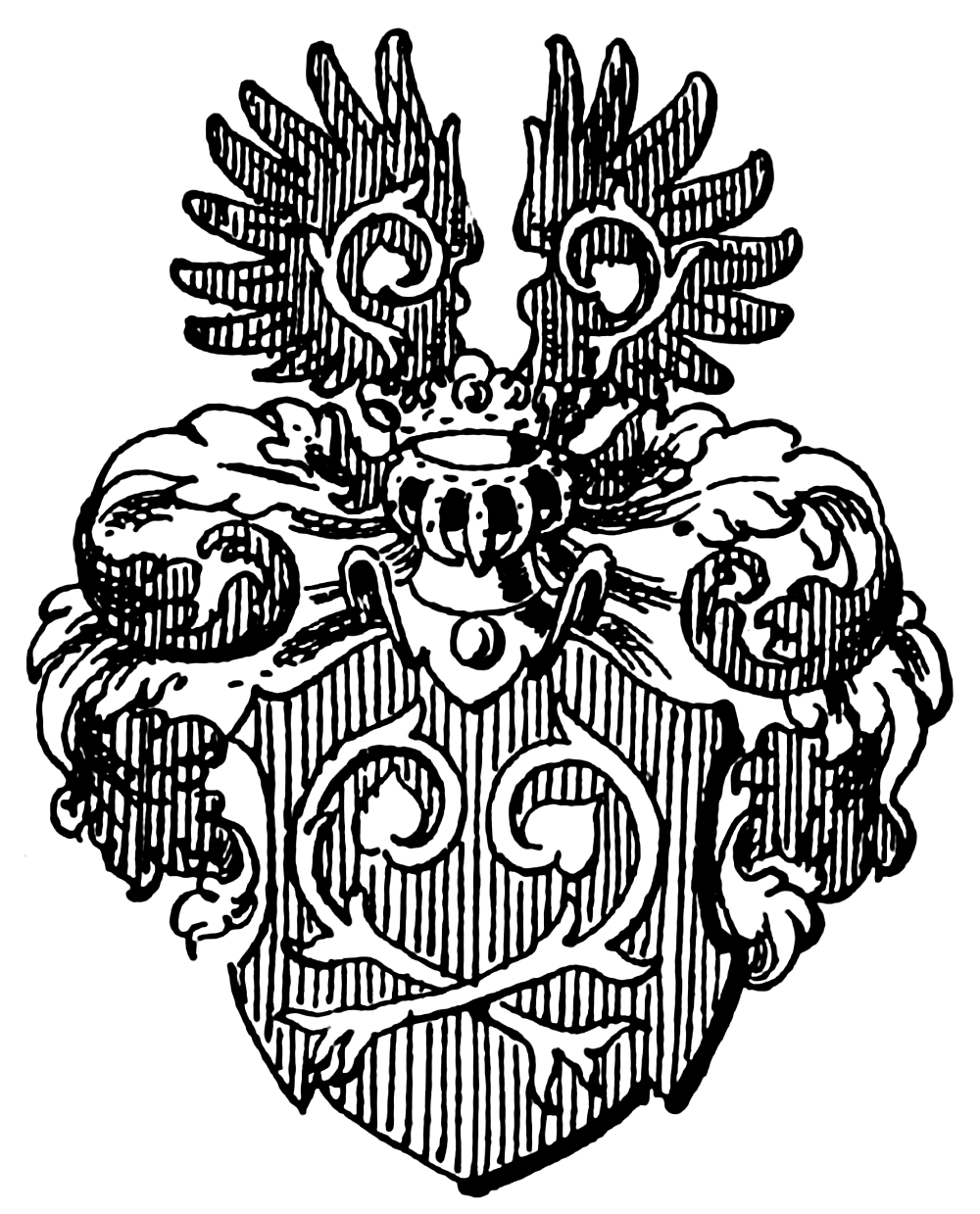
Wappen derer von Talmberg

Das Herrengeschlecht der Talmberg, auch Thalenberg,  Tallenberg (tschechisch Talmberkové auch z Talmberka) ist dem gemeinsamen Seerosenwappen nach Teil des Gesamthauses Kaunitz und gleichen Stammes mit den schlesischen Stosch (Adelsgeschlecht), von Augezdecz, von Kaunitz, von Martinic, Richnowsky von Reichenau und den Černčický von Kácov, deren gemeinsame Vorfahren von den Werschowitz, einem Zweig der Přemysliden stammen sollen.

## Geschichte
Als Stammvater der Talmberg wird Hrozniata von Auzicz (Uzice bei Kuttenberg in Ostböhmen) betrachtet, in den Urkunden 1284 bis 1291 Burggraf des Schlosses in Prag. Sein Sohn oder Neffe Wilhelm war zu Ende des 13. Jahrhunderts auf der namensgebenden Burg Thalenberg bei Ratay (Rataje Hrazene) bei Kuttenberg ansässig.
Mit Dionys (Diwiss) genannt Jankowsky von Thalenberg ab 1385 auf Jankow (nördlich von Tabor) beginnt die ununterbrochene Stammfolge der Freiherrn von Thalenberg in Böhmen. Er führte vom Ende des 15. Jahrhunderts an nur mehr das Prädikat als Familiennamen. Dieser variiert in den Schreibweise in den verschiedenen Formen von Thalenberg, Talenberg, Tallenberg, Tallberg bis zu dem tschechischen Talmberka. Die Träger des Seerosen-Wappens nahmen in der ältesten Herrenstandsordnung vom Jahr 1501 den 28. Rang ein. Auch bei Paul Stranskys Respublica Bojema, erschienen in Leyden 1634, wird die Familie unter den Herrenstandsgeschlechtern aufgeführt.
Von den Geschlechtern in Böhmen, deren Genealogie bis in das 13. Jahrhundert zurückverfolgt werden kann, ist das der Talmberg nach dem Historiker Frantisek Palacký in seiner Herkunft eines der geheimnisvollsten. Er vermutete eine gemeinsame Herkunft mit den Herren von Kounitz. In der zweiten Hälfte des 13. Jahrhunderts gehörte den Angehörigen die Burg Talmberg bei Ratais an der Sasau in Mittelböhmen, wo die ältere Linie zu Rataje, die jüngere Linie zu Jankow und das Haus Smilkau ansässig waren. Sie nahmen wichtige Funktionen an böhmischen Gerichten wahr und dienten als Burggrafen. Während des Ständeaufstandes von 1618 warteten sie in der Mehrzahl auf der Seite der Habsburger den Ausgang ab und wurden schließlich für ihre Loyalität belohnt, verblieben im Herrenstand und wurden von Enteignungen verschont. In den Konfikationsakten vom Jahr 1622 wird Adam Freiherr von Talmberg genannt. Ende des 16. Jahrhunderts teilten sich diese in zwei Zweige auf, von denen die Smilkau von Talmberg Ende des 17. Jahrhunderts, die Talmberg auf Wlaschim 1735 im Mannesstamm erloschen sind.

## Wappen
In Rot zwei silberne Seerosenpflanzen ("Lekna"), jede mit einem großen Blatt einwärts gegeneinander gebogen, unten mit den Wurzeln sich kreuzend. Auf dem Helm mit rot-silbernen Decken ein offener roter Flug, belegt mit dem Schildbild.

## Persönlichkeiten
- Hroznata z Užic (Ende des 13. Jahrhunderts), Urahne des Geschlechts, Burggraf von Prag, Ehemann der Tochter des Zawisch von Falkenstein (Záviš z Falkenštejna). Sein Sohn oder Neffe baute die Burg Talmberg.
  - Ernst war Urahne der Černčický z Kácova, die sich auch als erste von Talmberg bezeichneten.
  - Zawisch, Ast z Újezdce a z Kunic
  - Wilhelm (könnte auch ein Neffe gewesen sein), Landesrichter, hielt 1291 Burg Talmberg und Rataj

Die Linie ist danach unterbrochen. Erwähnt werden später die Brüder
- Diwisch (erwähnt 1316 bis 1348)
  - Peter (1353 erwähnt)
- Nezamysl wurde wegen eines Verfahrens mit Kloster Sázava genannt.
- Paul von Miličin und Talmberg († 1450), Bischof von Olmütz

Nach einer erneuten, nicht nachgewiesenen Ahnenfolge sind folgende Personen schriftlich nachgewiesen: Jeschek (1355–1374) und Wilhelm (1355–1382). Diwisch (nachgewiesen 1397 bis 1414) war Herr auf Burg Talmberg, ihm folgte Ulrich (1417) und Stephan (nachgewiesen um 1444). Daneben existierten die Brüder Prokop (nachgewiesen 1417–1437) mit seinen Söhnen Milota, Zawisch und Alesch (nachgewiesen 1437). Brüder des Prokops ohne Nennung von Nachkommen waren Diwisch (nachgewiesen 1431–1455) und Hynek (nachgewiesen 1437–1465), Herr auf Talmberg.
Vítek war Herr auf Slatiňany, nahm 1440 an der Tschaslauer Versammlung teil und fiel 1448 in Prag ein. Er hatte zwei Söhne, Matthäus und Vítek.
1459 wurde ein gewisser Diwisch von Talmberg als Königsmarschall genannt, dessen Sitz ebenfalls Slatiňany war. In der Folgezeit wurden mehrere Zweige genannt.

### Jankovský von Talmberg
- Diwisch (* um 1352), hielt sich um 1385 nördlich von Tábor auf und diente als Burggraf auf Milčín den Herren von Rosenberg. Er war deren Lehnsherr. Genannt wurde er noch 1413 als Herr von Jankov und Křížen.
  - Nikolaus (genannt 1437 bis 1456), erhielt von Kaiser Sigismund Čáslavsko und Ovesná Lhota.
    - Johann (nachgewiesen bis 1485)
    - Wenzel (nachgewiesen bis 1498)
      - Peter hielt Křenovice und Dobrohošt
        - Johann der Jüngere († 24. November 1522)
          - Wenzel († 1568)
          - Bohuslav († 15. Februar 1581 in Mnich), Herr auf Kříženec und Mnich, starb ohne Nachkommen. Seine Höfe erbten seine Schwestern Mandalena, Frau des Peter des Älteren Malovec z Malovic und Salomena, verheiratet mit Václav z Říčan. Die Ländereien gingen an die Herren von Říčan, einen Teil erhielt Johann der Ältere.

        - Linhard († 24. Dezember 1522 in Mnich)

      - Johann der Ältere, 1526 Herr auf Jankov, war mit Katharina Kavkovny z Říčan verheiratet.
        - Wilhelm, Kreisrat und Herr auf Jankov, der noch weitere vier Dörfer hinzukaufte. Er war mit Kristina z Gerštorfu und Regina Lidmila z Říčan verheiratet.
          - Georg, siehe Talmberg von Wlaschim
          - Wilhelm († vor 1601) erbte 1595 Burg Riesenburg bei Česká. Skalice. Ohne Erben, verheiratet mit Kateřina Španovská z Lisova.
          - Johann, siehe Talmberg von Smilkov

    - Ernst

  - Wilhelm nahm 1433 an der Prager Versammlung teil und hielt mit seinem Bruder Netluky und schloss sich der Podiebrader Einheit an.

### Talmberg von Smilkov
- Johann (* um 1574; † 1651) kaufte 1601 Smilkov und Chotětice und verkaufte die geerbte Burg Riesenburg in Ostböhmen. Seit 1607 gehörte er dem kaiserlichen Hof an, seit 1616 Kreisrat und Höchster Finanzbeamter, später auch Landesrichter, Kammermeister und Hauptmann des Kreises Elbe. Er war mit Anna Kunka z Říčan verheiratet, die Kouty in die Ehe brachte. Zusammen erwarben sie noch Prčice, Häuser in Tábor. 1648 wurde er von Schweden gefangen genommen.
  - Regina, verheiratet mit Bohuslav z Hodějova
  - Lidmila Salomena, verheiratet mit Jiří Sobišovský z Šinovic,
  - Johanka Kateřina († 13. Mai 1672), verheiratet mit Martin Jindřich Paradis de Lasaga.
  - Wilhelm Wenzel Franz († 13. Januar 1678 in Arnoštovice), seit 1634 Kämmerer des Fürstentums Freidland, Hauptmann des Kreises Elbe, 1663 Kreisrat und Landesrichter, erbte 1634 Suchomasty und erhielt 1653 Vlčkovice, Německé Záhoří. Von seiner Schwester erbte er 1672 Černovice. Er war mit Eva Gräfin von Solms verheiratet.
    - Kuna Katharina heiratete einen Waldsteiner
    - Johann Maximilian Sezim († 5. März 1693 in Arnoštovice), von 1666 Hofrichter und Kämmerrat. Er besaß den berühmten Talmberger Kodex. Er war mit Johanna Franziska Vratislavka z Mitrovic und Maximiliane Apolena Měsíčkovna z Výškova verheiratet.
      - Barbara Salomena Susanna, verheiratet mit Maximilian Franz von Zierotin.
      - Wenzel Wilhelm Anton († um den 8. November 1697). Er war mit Eleonora Renate von Lasaga verheiratet, mit der er jedoch keine Kinder hatte. 1696 kaufte er Smilkov zu seinen Besitzungen hinzu, die seine Frau und Schwester erbten.

### Talmberg von Wlaschim
- Georg († 1623), war seit 1598 Kreisrat, zwei Jahre später Landrichter, seit 1613 Höchster Richter und fünf Jahre später Höchster Kämmerer. Defensor und Anhänger des Königs Friedrich, der am Ständeaufstand aktiv teilnahm. Nach der Schlacht am Weißen Berg 1620 wurde er zunächst begnadigt, ein Jahr später jedoch inhaftiert und seine Besitzungen beschlagnahmt. Auf Bitte seines Sohnes entließ man ihn wieder, die Höfe wurden seinen Söhnen zurückgegeben. Er war mit Elisabeth von Lobkowicz, mit Dorothea Hodějovská geborene von Harras und Markete Trcka von Leipa verheiratet. Seine erste Frau brachte Nemyšl, Hoštice und Petrovice in die Ehe. Georg kaufte noch Postupice.
  - Regina, verheiratet mit Johann der Ältere Vratislav z Mitrovic
  - Johann der Ältere († 1663), Hofrat und Kammerrat. Ihm gehörten Jankov, Bedřichovice, Postupice, Skrýšov und Vlčkovice. Johann war unverheiratet.
  - Friedrich († 13. Oktober 1643), war seit 1616 Präsident des Appellationsgerichtes, nach 1625 Höchster Richter, Kämmerer und kaiserlicher Hofmeister. Friedrich war ein eifriger Katholik und bekannt als gerechter und rechtschaffener Mann. Nach der Schlacht am Weißen Berg gehörte er zu den Richtern, die über das Schicksal der Rebellen entschieden. Seit 1627 gehörte er der Reformationskommission an. 1636 erfolgte die Ernennung zum Höchsten Hofmeister. Aus den Einnahmen des väterlichen Erbes lieh er dem Kaiser Geld, erhielt dafür Vlašim, Domašín und Věžníky, kaufte später noch Tehov und weitere sechs Dörfer bei Vlašim und Sudoměřice hinzu sowie 1636 Rataje. Er war mit Marie Benigna von Lobkowicz verheiratet.
    - Regina Elisabeth († 1. Dezember 1634) heiratete Peter Vok Švihovský
    - Polyxena Marie († 1651), Ehefrau des Franz Josef von Lobkowicz auf Dux sowie Maximilian von Waldstein
    - Elisabeth Eusibia Marie, heiratete Franz Wilhelm Popel von Lobkowicz
    - Franz Wilhelm († 1665), Hofrichterrat und Kämmerer sowie Hauptmann des Kreises Kouřim, verheiratet mit Ursula Katharina von Pappenheim
      - Lidmila Theresia Franziska, verheiratete von Kolowrat
      - Anna Barbara Franziska, verheiratete Brissígelová
      - Franz Maximilian Leopold († 16. Februar 1701), Hofrichter und Kammerrat, heiratete 1663 Eva Regina Kustoška ze Zubřího.
        - Franz Anton († 17. Juli 1731 in Troppau) residierte in Prag, zog jedoch später nach Troppau. Er war mit Franziska Felicia von Vrtba verheiratet.
          - Josef Wenzel († 8. Juni 1735), Letzter der Talmberger, wohnte in Horosedlice.
          - Anna Theresia, heiratete Wenzel Leopold Šípa von Branitz.
          - Anna Franziska war Hofdame in Dresden.

        - Johann Franz Ludwig († 24. September 1730), residierte in Horosedlice bei Mirivice und war mit Josefa Maximiliane von Löwenfels verheiratet. Die Ehe blieb ohne Nachkommen.

      - Johann Franz Christoph von Talmberg (1644–1698), Bischof von Königgrätz
      - Rudolf Franz Ferdinand (* um 1645. † 12. Mai 1702), war Kämmerer, verkaufte 1693 Postupitz an mit dem inzwischen verlassenen Schloss Habrov an seinen Bruder Johann. Er war mit Maria Anna Freifrau von Paar und Johanna Sabine von Waldstein verheiratet.
        - Josef Franz Felix (* um 1679; † 15. Februar 1698 in Oblajovice), verheiratet mit Felicia Franziska von Vunšvic, die 1694 Oblajovice in die Ehe einbrachte.
        - Markete Eleonore Franziska, verheiratet mit Johann Wenzel Vratislav z Mitrovic
        - Jakob Franz (* 1678; † 22. November 1701 in Prag) war Domherr von Breslau und Vorstand der Königskapelle in Prag.
        - Wilhelm Franz (* um 1680; † 4. Mai 1703), erbte vom Bischof Březina. Er starb ledig.

    - Johann Ernst, starb vor 1657 unverheiratet.